# Maria Caecilia Attenhofer

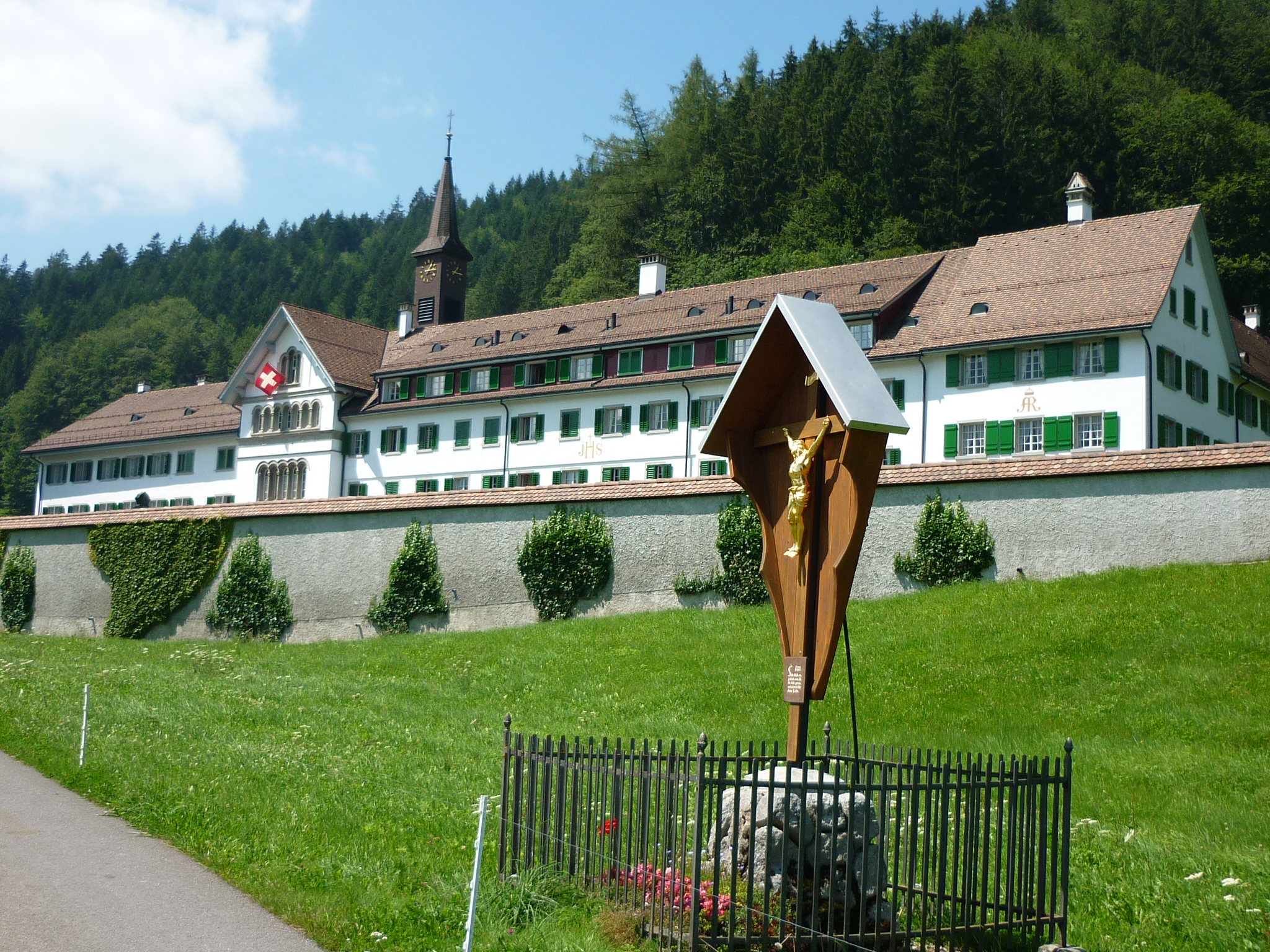
Kloster in der Au, 2011

Maria Caecilia Attenhofer OSB (* 20. August 1675 (?) als Anna Barbara Attenhofer in Zurzach; † 26. Mai 1753 in Einsiedeln) war eine Schweizer Äbtissin des Klosters in der Au.

## Leben
Maria Caecilia Attenhofer war eine Tochter des Johann Jacob Attenhofer und der Maria Magdalena Frei. Sie legte 1693 im Kloster in der Au ihre Profess ab. Im Jahr 1725 wurde sie «Helfmutter» (Assistentin der Klosteroberin) und zwei Jahre später «Frau Mutter». Das religiöse Leben der Klostergemeinschaft wurde von Attenhofer gestärkt. Das Kloster konnte Stiftungen und Ablassbewilligungen erwerben. In der Kirche wurden Kreuzwegstationen errichtet. Neben dem Bau des Nordostflügels und dem Ausbau der Landwirtschaft kamen 1742 eine Wollweberei und 1743 eine Tuchwalke als neue wirtschaftliche Aktivitäten hinzu.
Unter anderem wegen Devotionalienhandel wurde 1727 in Schwyz gerichtliche Klage gegen das Kloster geführt. Zwei Jahre später erlangte Attenhofer einen Schwyzer Schirmbrief für das Kloster. Dieser erregte den Unwillen des Einsiedler Abts Thomas Schenklin, der die Subordination von Au unter das Kloster Einsiedeln bestätigen liess. Attenhofers Investitionen verursachten eine Verschuldung des Klosters. Sie wurde 1743 wegen ihres eigenmächtigen Führungsstils als «Frau Mutter» abberufen, jedoch drei Jahre später erneut mit der Leitung des Klosters betraut.

## Belege
1. 1 2  Albert Hug: Maria Caecilia Attenhofer. In: Historisches Lexikon der Schweiz.  23. September 2010.

| Personendaten    | Personendaten                          |
| ---------------- | -------------------------------------- |
| NAME             | Attenhofer, Maria Caecilia             |
| ALTERNATIVNAMEN  | Attenhofer, Anna Barbara (Geburtsname) |
| KURZBESCHREIBUNG | Schweizer Äbtissin                     |
| GEBURTSDATUM     | 20. August 1675                        |
| GEBURTSORT       | Zurzach, Alte Eidgenossenschaft        |
| STERBEDATUM      | 26. Mai 1753                           |
| STERBEORT        | Einsiedeln, Alte Eidgenossenschaft     |